# Agence de contrôle des installations électriques intérieures
L'Agence de contrôle des installations électriques intérieures en abrégé CONTRELEC est un établissement public béninois à caractère scientifique et technique jouissant de personnalité juridique et d'une indépendance financière. Le Contrelec est un organisme sous la tutelle du ministère béninois de l'Énergie. L'agence a à sa tête Mohamed Saïzonou qui en est le directeur général,.

## Histoire
Le Contrelec voit le jour via le décret N° 2008-629 du 22 octobre 2008  portant création, attributions, organisation et fonctionnement de l'agence de contrôle des Installations électriques intérieures,.

## Mission et attributions
La principale mission de l'agence de contrôle des installations électriques intérieures est de garantir la conformité aux normes et réglementations en matière de conception, de construction et d'utilisation des installations électriques intérieures, dans la perspective de préserver la sécurité des individus et la protection des biens contre les dangers électriques,,,,,,,.

## Siège
Le Contrelec se trouve à Cotonou.